# Ameridion cobanum
Ameridion cobanum är en spindelart som först beskrevs av Claude Lévi 1959.  Ameridion cobanum ingår i släktet Ameridion och familjen klotspindlar.
Artens utbredningsområde är Guatemala. Inga underarter finns listade i Catalogue of Life.